# 752 Суламіта
752 Суламіта (752 Sulamitis) — астероїд головного поясу, відкритий 30 квітня 1913 року.
Тіссеранів параметр щодо Юпітера — 3,477.